# 1982년 FIFA 월드컵 선수 명단

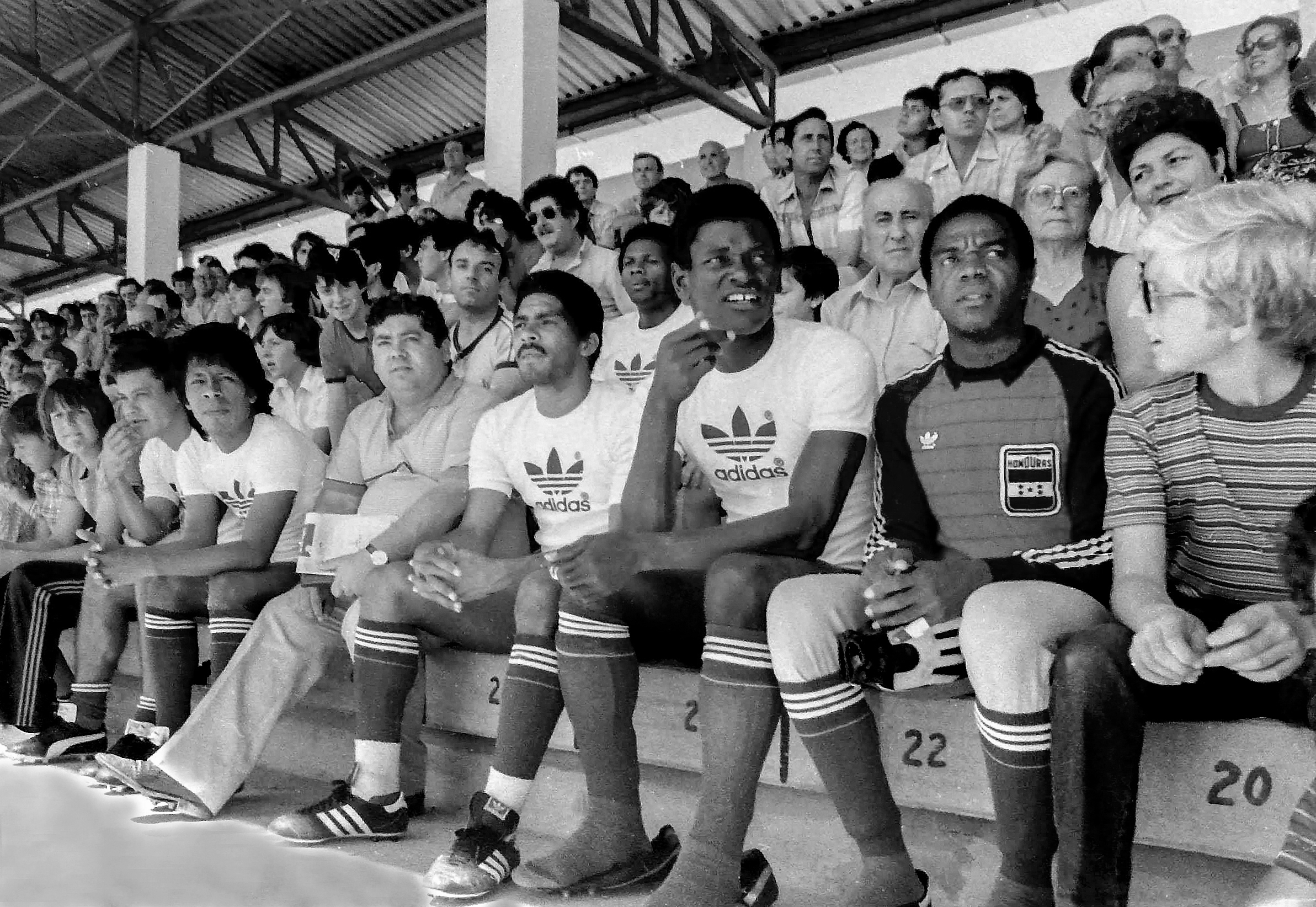

다음은 1982년 FIFA 월드컵에 참가한 선수 명단이다.